# Jed York
John Edward "Jed" York, född 9 mars 1980, är en amerikansk affärsman och VD för NFL-laget San Francisco 49ers. York, tillsammans med sina föräldrar John och Denise DeBartolo York, är också ägare till Leeds United i EFL Championship.  